# Two Girls Wanted

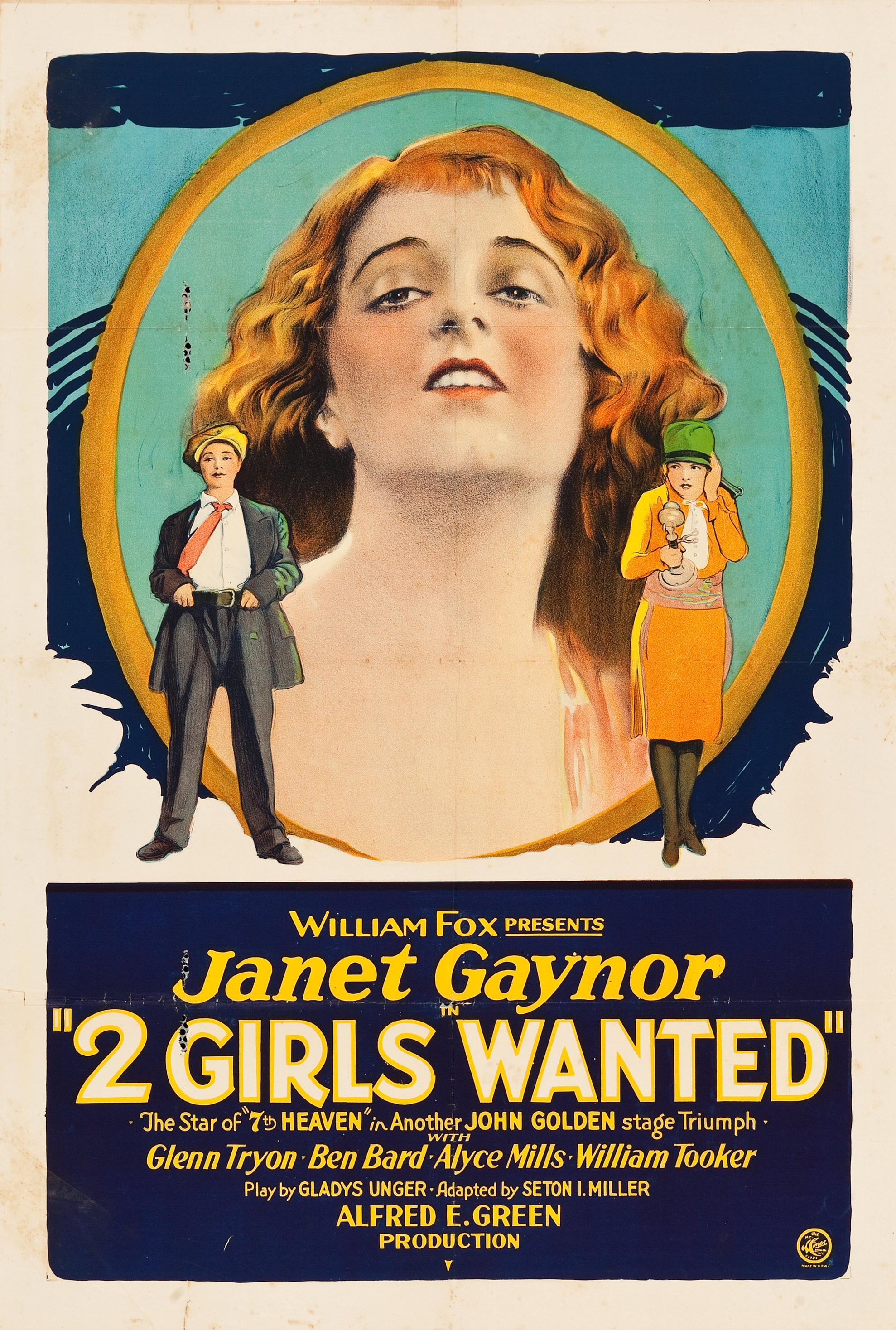
Affiche du film.

Two Girls Wanted est un film américain réalisé par Alfred E. Green, sorti en 1927.

## Synopsis
Marianna Miller, qui se déguise en garçon pour chercher du travail en ville, se retrouve embarquée dans une bande de voyous. Lorsqu'elle frappe Dexter Wright, un jeune homme d'affaires, avec une tomate, il découvre son déguisement et l'aide à obtenir un poste de secrétaire chez son concurrent. Comprenant mal son intérêt pour sa petite amie, Edna, Marianna et son amie répondent à une annonce recherchant deux filles - une femme de ménage et une cuisinière - et se font engager comme domestiques dans la maison de campagne de l'oncle de Dexter. Marianna apprend l'existence d'un plan pour escroquer l'oncle de Dexter, et elle et Dexter finissent par tombent amoureux l'un de l'autre.

## Fiche technique
- Réalisation : Alfred E. Green
- Scénario : Malcolm Stuart Boylan, Randall Faye, Seton I. Miller d'après une pièce de Gladys Unger
- Photographie : George Schneiderman
- Production : Fox Film
- Genre: Comédie dramatique[1]
- Durée : 70 minutes
- Date de sortie : 11 septembre 1927

## Distribution
- Janet Gaynor : Marianna Wright
- Glenn Tryon : Dexter Wright
- Ben Bard : Jack Terry
- Joseph Cawthorn : Philip Hancock
- Billy Bletcher : Johnny
- Doris Lloyd : Miss Timoney
- Pauline Neff : Mrs. Delafield
- C.L. Sherwood : Michael
- Alyce Mills : Edna Delafield
- Marie Mosquini : Sarah Miller
- William H. Tooker : William Moody